# 尖鳍寡鳞鰕虎鱼
尖鳍寡鳞鰕虎鱼（学名：Oligolepis acutipinnis）为鰕虎鱼科寡鳞鰕虎鱼属的鱼类，俗名斑点狭鲨。分布于台湾东港等。该物种的模式产地在印度Malabar。